# Siloam (Georgia)
Siloam – miasto w Stanach Zjednoczonych, w stanie Georgia, w hrabstwie Greene.